# Konståret 1910

## Händelser

### Okänt datum
- Robert Delaunay gifter sig med Sonia Terk.
- Föreningen Svenska Konstnärinnor bildas.
- Tidskriften Konst och konstnärer grundas.

## Verk
- Henri-Edmond Cross - Cyprès à Cagnes
- Lyonel Feininger - Straße im Dämmern
- Goscombe John - The Boy Scout
- Wassily Kandinsky - Improvisation 7
- William Orpen - Self Portrait
- Pablo Picasso - Portrait of Daniel-Henry Kahnweiler

## Utställningar
- Första utställningen av postimpressionism i London, anordnad av Roger Fry.

## Födda
- 8 januari - Viola Gråsten (död 1994), svensk-finsk textilkonstnär.
- 15 januari - Börge Hovedskou (död 1966), dans konstnär och grundare av Hovedskous målarskola.
- 18 januari - Roland Svensson (död 2003), svensk grafiker, bokillustratör och tecknare.
- 29 januari - Colin Middleton (död 1983), irländsk målare.
- 20 mars - Borghild Rud (död 1999), norsk tecknare och illustratör.
- 24 april - Fuller Potter (död 1990), amerikansk målare.
- 23 maj - Franz Kline (död 1962), amerikansk målare.
- 28 maj - Lars-Erik Lallerstedt (död 1978), svensk arkitekt.
- 23 juni - Berta Hansson (död 1994), svensk tecknare, grafiker och folkskollärare.
- 27 juni - Pierre Joubert (död 2002), fransk konstnär; tecknare och illustratör.
- 14 juli - William Hanna (död 2001), amerikansk serietecknare.
- 16 juli - Folke Andersson (död 1982), svensk skulptör och konstnär.
- 1 augusti - James Henry Govier (död 1974), engelsk målare, etsare och gravör.
- 25 augusti - Dorothea Tanning (död 2012), amerikansk målare.
- 28 augusti - Morris Graves (död 2001), amerikansk målare, tryckare.
- 16 september - Bo Vilson (död 1949), svensk målare, tecknare, illustratör och konshantverkare.
- 21 oktober - Birger Lundquist (död 1952), svensk konstnär.
- 21 november - Nisse Zetterberg (död 1986), svensk konstnär.
- 24 november - Lars Andersson (död 2005), svensk skulptör.
- 28 november - Garrett Eckbo (död 2000), amerikansk landskapsarkitekt.
- 8 december - Ingalill Odhelius-Mutén (död 1992), svensk målare och teckningslärare
- 16 december - Egill Jacobsen (död 1998), dansk expressionistisk konstnär.
- okänt datum - Willie Weberg (död 1995), svensk konstnär.

## Avlidna
- 16 maj - Henri-Edmond Cross (född 1856), fransk målare.
- 2 september - Henri Rousseau (född 1844), fransk målare.
- 10 september - Emmanuel Frémiet (född 1824), fransk skulptör.
- 29 september - Winslow Homer (född 1836), amerikansk målare.
- 14 november - John LaFarge (född 1835), amerikansk målare och glassmålare.